# Cementerio General de Tarija
El Cementerio General de Tarija o Cementerio General Isaac Sassón Attie Farghi (o Cementerio Isaac Attie) es un espacio funerario de administración municipal en la ciudad de Tarija, en el sur de Bolivia. Se halla entre las calles Núñez del Prado, Damaso Aguirre y Ballivián.

## Historia
El cementerio presenta entre las sepulturas más antiguas las datadas en 1832 estas se hallarían en el manzano 55.

## Características
El Cementerio presenta características principalmente republicanas, cuenta con las siguientes infraestructuras:
Crematorio
Capilla

## Sectores
El Cementerio presenta sectores diferenciados de acuerdo a su evolución histórica, existen áreas con paseos arbolados, así como lugares que presentan paseos y sendas más descubiertos.

### Mausoleos destacados
- Mausoleo de Moisés Navajas
- Mausoleo de los mutilados e inválidos de la Guerra del Chaco
- Mausoleo de los Militares
- Mausoleo Antoniano
- Mausoleo de los Beneméritos de la Guerra del Chaco

### Personas destacadas

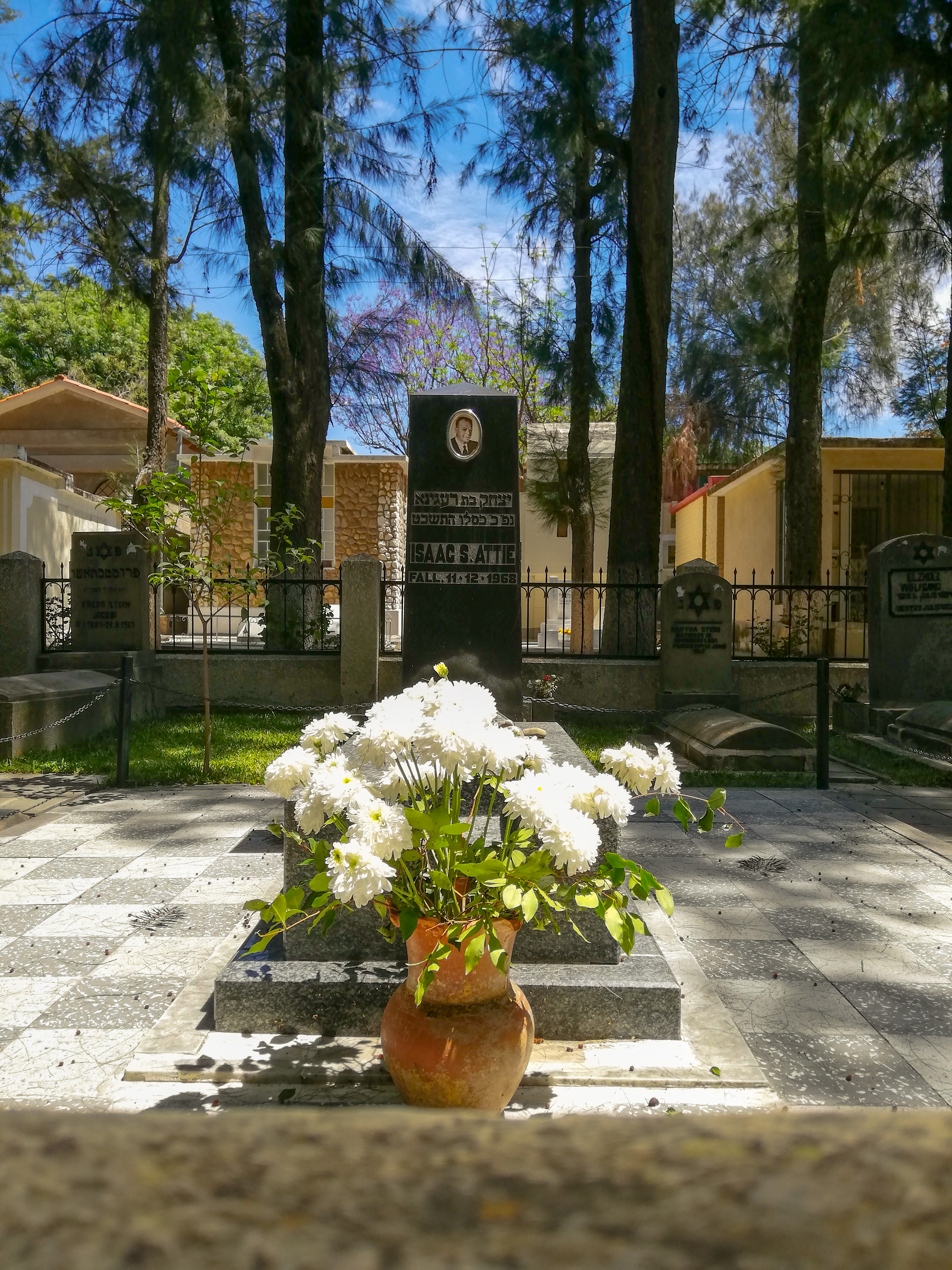
Tumba de Isaac Sassón Attie

En el Cementerio General de Tarija se hallan sepultados personajes destacados e ilustres de la vida local de Tarija, entre ellos tenemos:
- Isaac Sassón Attie Farghi (Turco Rubio)
- José Antonio Lema Molina (Gringo Limón)
- Leocadio Trigo Achá
- María Laura Justiniano
- Luis Pizarro Arce
- Trinidad Peralta
- Miguel Estenssoro Rojas
- Víctor Ángel Paz Estenssoro
- Vicente Mealla Hoyos
- Federico Ávila y Ávila
- Pastora Vega Gallardo
- Octavio Campero Echazú
- Carmen Mealla Echalar
- Carmen Emma Navajas Mogro de Alandia
- Maritza Teresa Navajas de Ávila
- Pastor Achá Martínez
- Lindaura Anzoátegui Campero
- José Rodolfo Ávila
- Renán Castrillo Justiniano
- Virginio Lema[4]
- Thomas Carlos Adhemar D’Arlach O’Connor
- Nataniel Aguirre
- Sara Ugarte de Salamanca
- Ciro Félix Trigo
- Moisés Navajas Ichazo
- Domingo Paz Arce
- Justo Pastor Ávila Baldivieso
- Juan de Dios Paz Echazú
- Nilo Rixio Soruco Arancibia
- Abdón Rivera Mogro
- Oscar Daniel Zamora Medinacelli (Motete)

## Ritos funerarios y tanatoturismo
En el cementerio general de Tarija se desarrollan diferentes festividades relacionadas con la muerte y las relaciones de los habitantes locales con la memoria de los difuntos, algunas de ellas son: Fiesta de Todos los Santos.

### Paseos turísticos
Es Cementerio también es escenario de paseos culturales y es espacio de desarrollo de diferentes expresiones de ritualidad.
Desde 2014 se ofrece un circuito histórico que visita los lugares de sepultura de 40 personalidades, con alternativas de cuatro rutas diferentes.